# Lacerta (jaszczurka)
Lacerta – rodzaj jaszczurek z rodziny jaszczurkowatych (Lacertidae).

## Charakterystyka
Gatunki należące do tego rodzaju cechują dobrze wykształcone odnóża i kruchy ogon. Powierzchnia czaszki, jej boki, okolice żuchwy i podgardla pokryte są symetrycznie ułożonymi tarczami, których położenie, ilość, wielkość i kształt pełnią istotną rolę taksonomiczną. Rodzaj Lacerta cechuje obecność tarczki potylicznej i brak tarczek nosowych. Największymi tarczkami są: ciemieniowe i czołowa. Powszechnie występuje tzw. kołnierzyk – pojedynczy rząd łusek okalających szyję.

## Zasięg występowania
Rodzaj obejmuje gatunki występujące w Eurazji.

## Systematyka

### Etymologia
Lacerta: łac. lacerta „jaszczurka”.

### Podział systematyczny
Do rodzaju należą następujące gatunki:
- Lacerta agilis Linnaeus, 1758 – jaszczurka zwinka
- Lacerta bilineata Daudin, 1802
- Lacerta citrovittata Werner, 1938
- Lacerta diplochondrodes Wettstein, 1952
- Lacerta media Lantz & Cyrén, 1920
- Lacerta pamphylica Schmidtler, 1975
- Lacerta schreiberi Bedriaga, 1878 – jaszczurka hiszpańska
- Lacerta strigata Eichwald, 1831
- Lacerta trilineata Bedriaga, 1886 – jaszczurka trójpręga
- Lacerta viridis (Laurenti, 1768) – jaszczurka zielona.